# Kattesundet
Kattesundet er en gade i Indre By i København, der går fra Vestergade i nordvest i forlængelse af Larsbjørnsstræde til Lavendelstræde i sydøst i forlængelse af Hestemøllestræde. Bygningerne på den sydvestlige side med de lige numre stammer alle fra årene efter Københavns brand 1795. Nr. 2 og 10-18 er fredede. Den anden side af gaden domineres af Domhusets bagside og af Anton Rosens Metropolbygningen i jugendstil fra 1908.

## Navnet
Kattesundet eller Katsund forekommer som gadenavn i en række andre danske købstæder fra middelalderen. Udover København findes eller fandtes det således i både Rønne, Flensborg, Egernførde, Heiligenhafen, Horsens, Haderslev, Kolding, Assens, Lund, Nakskov, Malmø, Slesvig by, Svendborg og Aalborg.
Der er ikke enighed om navnets betydning. En mulighed er at det ligesom Kattegat måske har betegnet et snævert farvand. Hos de hollandske søfarende betød Kattegat et vanskeligt farvand med grundbetydningen "kattehul". Kattegat var altså en passage, som kun en kat kunne slippe igennem. Senere sprogbrug har overført begrebet Kattesund på de smalle stræder fra middelalderen. I flere af gaderne løb også en lille bæk (eller et lille sund).
I København kan det imidlertid også hentyde til et smalt farvand, der i middelalderen adskilte kystlinjen ved Løngangsstræde fra en holm på det sted, hvor Nationalmuseet nu ligger. Ved denne kyst blev der anlagt en befæstningslinje med en blide, også kaldet en "kat". "Kat" kan også betyde "en forhøjning på en fæstningsvold". En gade med en vold på den ene side og en husrække på den anden side kunne derfor kaldes Kattesund.

## Historie
Kattesundet ligger i en af de ældste dele af København. I 2015 blev der således her udgravet et jordlag, der kan dateres 6.000 år tilbage; til overgangen fra Ertebøllekultur til bondestenalder. Stenalderlaget har ligget under et lag fra middelalderen, der har beskyttet det. Så langt er der fundet tværpile og flere skiveøkser.
Som gade kendes den sydlige del af Kattesundet fra middelalderen, hvor navnet også omfattede den nuværende Hestemøllestræde. Passagen Diderich Fyrens (Fuirens) Gang forbandt gaden ved nuværende nr. 14-16 med Mikkel Bryggers Gade ved nr. 7-9 i sydvest. Passagen var opkaldt efter købmanden Henrich Fuiren.
Gaden blev fuldstændigt ødelagt under Københavns brand 1728. Da byen blev genopbygget, blev Kattesundet forlænget mod nordvest til Vestergade over den nyanlagte Frederiksberggade. Gaden blev ødelagt igen under Københavns brand 1795. Denne gang blev Diderich Fyrens (Fuirens) Gang dog ikke genopbygget efter branden men forsvandt under den nye bebyggelse. Godt 20 år senere anlagdes byens nye rådhus, det nuværende Domhuset, på den modsatte side af gaden.
De fleste bygninger på hjørnerne af Frederiksberggade og Vestergade blev erstattet med moderne forretningsejendomme i 1900'erne.

## Bygninger
Den nyklassicistiske hjørneejendom Kattesundet 2 / Vestergade 15 blev opført af murermestrene Frantz Philip Lange og Lauritz Thrane i 1797-1798. Den blev fredet i 1959. Den nyklassicistiske hjørneejendom i nr. 18 blev opført af murermester Carl Christian Martens i 1802 og fredet i 1964. De fire små huse i nr. 10 (1795-1800), nr. 12 (1797-1799), nr. 14 (1799-1801) og nr. 16 (1828) er også fredede.
Det tidligere rådhus i nr. 13 blev opført efter tegninger af C.F. Hansen i 1805-1815. Bygningen er nu kendt som Domhuset og huser Københavns Byret. Hovedindgangen er fra den modsatte side på Nytorv.
Metropolbygningen i Vestergade 9 / Kattesundet 3 / Frederiksberggade 16 er i jugendstil. Den blev oprindeligt opført som et stormagasin efter tegninger af Anton Rosen i 1908. I 1924 blev den ombygget til biografen Metropolteatret efter tegninger af Viggo Jacobsen og Albert Oppenheim. I begyndelsen af 1980'erne blev den atter omdannet til forretning.
Hjørneejendommen Kattesundet 9-11 / Frederiksberggade 11 var tidligere hovedkontor for Revisionsbanken. Bygningen blev opført i 1911-1915 i en renæssanceinspireret sil efter tegninger af Carl Thonning og Alfred Møller. Kattesundet 1 / Vestergade 13 blev opført for tobaksfirmaet Brødrene Bruun i 1906-1907 og også efter tegninger af Carl Thonning.